# Élections législatives de 1956 dans la Marne
Les élections législatives françaises de 1956 se tiennent le 2 janvier. Ce sont les dernières élections législatives de la Quatrième République, après les élections de novembre 1946 et de juin 1951.

## Mode de scrutin
L'Assemblée nationale est composée de 626 sièges pourvus au scrutin proportionnel plurinominal suivant la règle de la plus forte moyenne dans le cadre départemental, sans panachage.
Le vote préférentiel est admis, en inscrivant un numéro d'ordre en face du nom d'un, de plusieurs ou de tous les candidats de la liste. Mais l'ordre ne pourra être modifié que si au moins la moitié des suffrages portés sur la liste est numéroté. Dans les faits les modifications ne dépasseront jamais les 7%.
La loi électorale du 7 mai 1951, dite loi des apparentements, reste en vigueur. Elle permet à la base une répartition des sièges à la représentation proportionnelle dans le département, mais si des listes « apparentées » avant le déroulement du scrutin obtiennent ensemble une majorité absolue de suffrages exprimés, elles reçoivent directement tous les sièges à pourvoir.
Dans le département de la Marne, cinq députés sont à élire.

## Élus
| Député sortant     | Parti | Parti | Député élu ou réélu | Parti | Parti   |
| ------------------ | ----- | ----- | ------------------- | ----- | ------- |
| Alcide Benoît      |       | PCF   | Alcide Benoît       |       | PCF     |
| Lucien Draveny     |       | SFIO  | René Tys            |       | PCF     |
| Pierre Schneiter   |       | MRP   | Pierre Schneiter    |       | MRP     |
| René Charpentier   |       | MRP   | René Charpentier    |       | MRP     |
| Pierre Clostermann |       | ADS   | Paul Anxionnaz      |       | Rad-soc |

## Résultats

### Résultats à l'échelle du département
- Un apparentement est conclu en soutien à la majorité sortante, entre les listes MRP, CNIP-ARS et Rép. soc-RGR.
- Un autre regroupe les deux listes poujadistes.

| Parti    | Parti | Tête de liste        | Résultats | Résultats | Appar. | Appar. | Sièges |
| Parti    | Parti | Tête de liste        | Voix      | %         | Voix   | %      | Nb.    |
| -------- | --- | -------------------- | --------- | --------- | ------ | ------ | ------ |
|          | Mouvement républicain populaire                                                                                           | Pierre Schneiter     | 64 400    | 33,95     | 42 218 | 22,25  | 2      |
|          | Union des indépendants et paysans et d'union des indépendants d'action démocratique et paysanne (CNIP-ARS)                | Bertrand de Voguë    | 64 400    | 33,95     | 10 355 | 5,46   | -      |
|          | Union des républicains pour le salut public (Rép. soc-RGR)                                                                | Jean-Baptiste Biaggi | 64 400    | 33,95     | 8 797  | 4,64   | -      |
|          | Parti communiste français                                                                                                 | Alcide Benoît        | 55 454    | 29,23     | -      | -      | 2 1    |
|          | Parti républicain, radical et radical-socialiste                                                                          | Paul Anxionnaz       | 35 327    | 18,62     | -      | -      | 1 1    |
|          | Section française de l'Internationale ouvrière                                                                            | Henri Humblot        | 19 852    | 10,46     | -      | -      | - 1    |
|          | Union et fraternité française                                                                                             | Paul Poussy          | 15 173    | 8,00      | 10 440 | 5,50   | -      |
|          | Défense des intérêts agricoles et viticoles                                                                               | Robert Prinet        | 15 173    | 8,00      | 4 733  | 2,50   | -      |
|          | Centre républicain d'action paysanne et de défense des classes moyennes-Union démocratique et socialiste de la Résistance | Pierre Panier        | 0         | 0,00      | -      | -      | -      |
|          | Réforme de l'État | Jean-Paul Liegent    | 0         | 0,00      | -      | -      | -      |
|          | |                      |           |           |        |        |        |
| Inscrits | Inscrits | Inscrits             | 245 673   | 100,00    |        |        | 5      |
| Votants  | Votants | Votants              | 196 021   | 79,79     |        |        |        |
| Exprimés | Exprimés | Exprimés             | 189 711   | 96,78     |        |        |        |